# Вулька-Чарнінська
Вулька-Чарнінська (пол. Wólka Czarnińska) — село в Польщі, у гміні Станіславув Мінського повіту Мазовецького воєводства.
Населення — 231 особа (2011).
У 1975-1998 роках село належало до Седлецького воєводства.

## Демографія
Демографічна структура станом на 31 березня 2011 року:
|          | Загалом | Допрацездатний вік | Працездатний вік | Постпрацездатний вік |
| -------- | ------- | ------------------ | ---------------- | -------------------- |
| Чоловіки | 112     | 18                 | 78               | 16                   |
| Жінки    | 119     | 16                 | 73               | 30                   |
| Разом    | 231     | 34                 | 151              | 46                   |